# Мессая-Колледж (Пенсільванія)
Мессая-Колледж (англ. Messiah College) — переписна місцевість (CDP) в США, в окрузі Камберленд штату Пенсільванія. Населення — 2841 особа (2020).

## Географія
Мессая-Колледж розташована за координатами 40°9′27″ пн. ш. 76°58′54″ зх. д. / 40.15750° пн. ш. 76.98167° зх. д. (40.157578, -76.981614).  За даними Бюро перепису населення США в 2010 році переписна місцевість мала площу 0,87 км², з яких 0,83 км² — суходіл та 0,04 км² — водойми.

## Демографія
Згідно з переписом 2010 року, у переписній місцевості мешкало 2215 осіб у 5 домогосподарствах у складі 5 родин. Густота населення становила 2548 осіб/км².  Було 5 помешкань (6/км²).
Расовий склад населення:
| - 92,7 % — білих - 2,5 % — чорних або афроамериканців - 2,5 % — азіатів - 0,1 % — корінних американців |

До двох чи більше рас належало 1,3 %. Частка іспаномовних становила 2,9 % від усіх жителів.
За віковим діапазоном населення розподілялося таким чином: 0,5 % — особи молодші 18 років, 99,3 % — особи у віці 18—64 років, 0,2 % — особи у віці 65 років та старші. Медіана віку мешканця становила 20,4 року. На 100 осіб жіночої статі у переписній місцевості припадало 60,5 чоловіків;  на 100 жінок у віці від 18 років та старших — 60,2 чоловіків також старших 18 років.
Цивільне працевлаштоване населення становило 1126 осіб. Основні галузі зайнятості: освіта, охорона здоров'я та соціальна допомога — 69,4 %, мистецтво, розваги та відпочинок — 13,9 %, роздрібна торгівля — 7,1 %, науковці, спеціалісти, менеджери — 3,4 %.